# Стандарт высокого качества окружающей среды
Стандарт высокого качества окружающей среды (фр. Haute Qualité Environnementale, HQE) — стандарт зелёного строительства во Франции, основанный на принципах устойчивого развития, впервые принятый в 1992 году на Саммите Земли. Стандарт контролируется Ассоциацией по высокому качеству окружающей среды (Association pour la Haute Qualité Environnementale (ASSOHQE)).

## Положения стандарта
Стандарт определяет критерии по следующим вопросам:
- Управление воздействием на окружающую среду
  - Гармоничное взаимодействие между зданиями и окружающей средой
  - Интегрированный выбор строительных методов и материалов
  - Минимизация причиняемых неудобств, вызванных строящимся объектом
  - Минимизация энергозатрат
  - Минимизация водозатрат
  - Минимизация поддержания здания и его ремонта

- Создание благоприятной среды внутри здания 
  - Меры гидротермического контроля
  - Меры акустического контроля
  - Визуальная привлекательность
  - Меры по контролю запахов
  - Гигиена и чистота внутреннего пространства
  - Контроль качества воздуха
  - Контроль качества воды